# Font des Verger
La font des Verger, anomenada erròniament per alguns com la font de sa Costera, és una de les més importants de l'illa de Mallorca, ja que és la més cabalosa. Està situada a la possessió de sa Costera, al municipi d'Escorca, als peus del Puig Major, prop de Cala Tuent, i vessa les seves aigües directament a la mar.
Font que drena pràcticament durant tot l'any, amb un cabal mitjà de 8 milions de m³ anuals i en anys humits de fins a 20 milions de m³ (gairebé el triple de la capacitat de regulació dels pantans de Cúber i Gorg Blau). Entre els anys 1908 i 1962 les seves aigües s'empraren per moure les turbines d'una central hidroelèctrica que subministrava electricitat a tota la comarca de Sóller. Avui les aigües estan conduïdes per davall la mar fins al Port de Sóller i d'aquí fins a la ciutat de Palma passant pel túnel de Sóller (2009). En època de pluges intenses la font rebenta per diversos punts formant nombrosos salts d'aigua a la vorera de la mar. La boca principal té una galeria feta de pedra en sec amb volta de carpanell (el·líptica). Hi ha una reixa de ferro a la boca d'entrada i una altra més espessa a uns 10 m endins. L'aigua passa per davall del trespol i baixa enterrada de cap a la mar amb la conducció definitiva.